# 26. далматинска дивизија НОВЈ
Двадесет шеста далматинска дивизија НОВЈ формирана је 8. октобра 1943. У њен састав су ушле Једанаеста (биоковска), Дванаеста и Тринаеста (јужнодалматинска) са око 3.800 бораца. У јануару 1944. у састав дивизије је уместо Тринаесте ушла Прва далматинска бригада. У марту 1944. у састав дивизије ушла је и Трећа прекоморска бригада НОВЈ.
Од оснивања, па до краја рата, дивизија је била у саставу Осмог далматинског корпуса. Оперативно подручје 26. дивизије захватало је јужну Далмацију, Пељешац и острвски архипелаг: Хвар, Брач, Вис, Корчулу и мања острва. Услед карактера свог оперативног подручја дивизија је била упућена на блиску сарадњу са снагама Морнарице НОВЈ.
Оперативно подручје дивизије спадало је у зону немачког 5. СС корпус Друге оклопне армије. Територију 26. дивизије поседала је 118. ловачка дивизија, а у акцијама су учествовали и делови 7. СС и 369. легионарске дивизије.
Од октобра до децембра 1943. дивизија је била ангажована у тешким борбама за одбрану слободне територије у Подбиоковљу, на Пељешцу и на Корчули. На Корчули је током операције Херстгевитер 24. децембра 1943. погинуо први командант 26. дивизије народни херој Нико Мартиновић.
Од јануара 1944. 26. дивизија је задужена за одбрану Виса. Пошто је донета одлука о одсудној одбрани, Вис је уз помоћ Савезника претворен у праву тврђаву. Овим су Немци одвраћени од десанта на Вис.
Са Виса дивизија је изводила препаде на Хвар, Брач, Корчулу и на обалу. Посебно је успешан био десант на Корчулу и Мљет априла 1944. У неким акцијама учествовали су савезничка морнарица и одреди савезничке 2. специјалне бригаде (енгл. 2nd Special Service Brigade) (Хвар марта, Шолта маја, Брач јуна 1944).
Током септембра 1944. почела је офанзива НОВЈ за ослобеђење Далмације, у којој је учесвовала и 26 дивизија. 8. септембра дивизија је ослободила Хвар. Значајан успех постигла је приликом ослобађања Брача, где је уништен један ојачани батаљон 118. дивизије.
26. дивизија прва је дивизија НОВЈ која је попуњена у пуну ратну формацију. У августу 1944. њене бригаде бројале су 2.000-2.400 бораца, а у саставу дивизије било је укупно 8.670 бораца. Од 8. октобра 1944. под њеном тактичком и дисциплинском командом била је и Прва тенковска бригада НОВЈ.
26. дивизија и Прва тенковска бригада искрцале су се средином октобра на копно у јужној Далмацији. Тиме је немачка и усташка посада у Дубровнику доведена у тежак положај. Приликом извлачења, једна колона 369. дивизије уништена је од стране делова 26. дивизије НОВЈ у бици на Вуковом кланцу.
Након концентрисања осталих снага Осмог корпуса покренута је Книнска операција, којом је ликвидирана основна упоришна тачка на десном крилу немачке „зелене линије“ фронта у Југославији и уништена 264. дивизија.
Од 20. марта 1945. дивизија је у саставу 4. армије учествовала у Личко-приморској и Тршћанској операцији против немачког 15. и 97. брдског корпуса, који су у овим операцијама уништени.